# Oliwia Kiołbasa
Oliwia Kiołbasa (ur. 26 kwietnia 2000 w Augustowie) – polska szachistka z tytułem mistrza międzynarodowego od 2022 r.

## Kariera szachowa
Sportowe sukcesy zaczęła odnosić od młodego wieku. W 2008 r. zdobyła w Karpaczu srebrny medal Mistrzostw Polski juniorek do 8 lat. Kolejne pięć medali w zawodach z cyklu mistrzostw Polski juniorek w szachach klasycznych zdobyła w latach 2010 (Wisła, MP do 10 lat – złoty), 2011 (Mielno, MP do 12 lat – brązowy), 2012 (Solina, MP do 12 lat – srebrny), 2013 (Szczyrk, MP do 16 lat – brązowy) oraz 2015 (Karpacz, MP do 18 lat – złoty). W latach 2009–2013 wielokrotnie zdobywała medale w mistrzostwach Polski w szachach szybkich i błyskawicznych.  W 2014 r. zdobyła dwa medale mistrzostw Polski juniorek do 16 lat: złoty w szachach błyskawicznych oraz srebrny w szachach szybkich. W 2015r  w wieku lat 15-stu zdobyła 3 medale Mistrzostw Polski do lat 18 – złoty w szachach klasycznych, złoty w szachach błyskawicznych i srebrny w szachach szybkich.
W 2010 r. odniosła największy sukces, zdobywając w Batumi tytuł mistrzyni Europy do 10 lat (za osiągnięcie to Międzynarodowa Federacja Szachowa przyznała jej tytuł mistrzyni FIDE). W 2011 r. zdobyła w Druskienikach srebrny medal mistrzostw Europy juniorek do 12 lat w szachach szybkich. W 2014 r. zdobyła drużynowe mistrzostwo Polski juniorów reprezentując klub MUKS „Stoczek 45” Białystok. Również w 2014 zdobyła mistrzostwo Polski juniorek w szachach błyskawicznych do 16 lat oraz zdobyła – w Durbanie – tytuł wicemistrzyni świata juniorek do 14 lat. W 2015 zdobyła srebrny medal (wspólnie z Mariolą Woźniak) w Drużynowych Mistrzostwach Europy Juniorek, oraz zdobyła brązowy medal na I szachownicy. W 2015 r. zajęła V miejsce na Mistrzostwach Świata Juniorów w grupie D-16.  W styczniu 2016 r. zajęła I miejsce wśród kobiet na Międzynarodowym Turnieju Cracovia, uzyskując awans do IMPK oraz wypełniając pierwszą normę na tytuł arcymistrzyni.
W sierpniu 2018 r. zdobyła srebrny medal Mistrzostw Europy Juniorów w Rydze. W sierpniu 2021 r. zajęła III miejsce na Indywidualnych Mistrzostwach Europy Kobiet w Jassach w Rumunii uzyskując awans do Pucharu Świata i wypełniając normę na IM.  
W 2022 r. reprezentowała Polskę na 44. Olimpiadzie Szachowej w Ćennaju, gdzie zdobyła indywidualnie złoty medal na III szachownicy.
W marcu 2023 w Petrovacu w Czarnogórze zdobyła srebrny medal Mistrzostw Europy Kobiet.
Najwyższy ranking w dotychczasowej karierze – 2429 punkty – osiągnęła 1 kwietnia 2023 r..